# Bò Chillingham

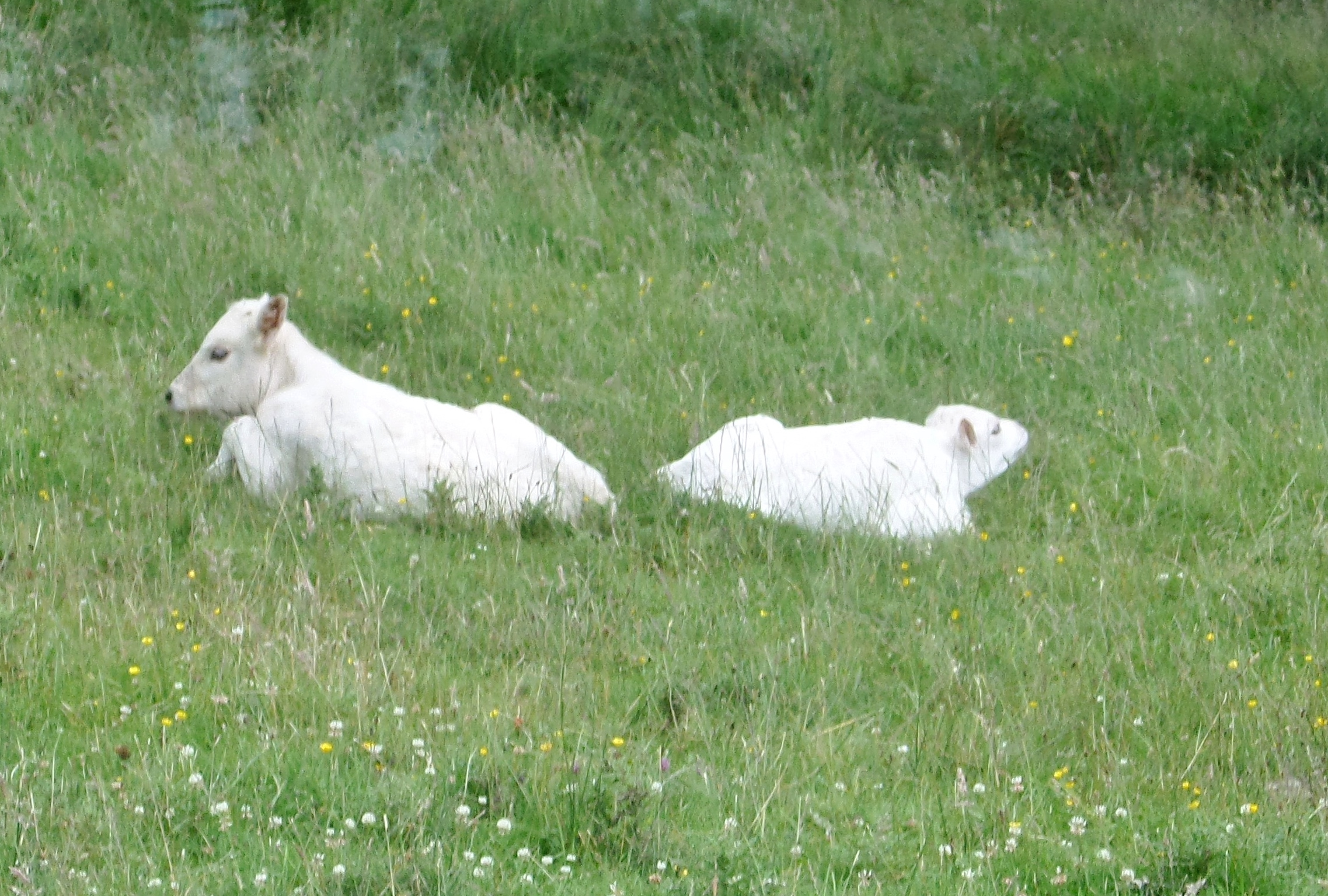
Hai con bê thuộc giống bò Chillingham

Bò Chillingham hay còn được gọi là bò hoang Chillingham là một giống bò sống trong một công viên lớn ở Chillingham, Northumberland, Anh. Trong năm 2009, giống bò này được mô tả là "còn khoảng 90 loài động vật ở Chillingham, sống trong một công viên rất lớn đã tồn tại từ thời Trung Cổ". Đàn bò này vẫn được phân lập một cách đáng kể về mặt di truyền trong hàng trăm năm, sống sót mặc dù bệnh do phối giống cận huyết do quần thể nhỏ. Ngoài ra còn có một đàn nhỏ khoảng 20 đầu động vật ở Crown Estate gần Fochabers, Đông Bắc Scotland.
Bò Chillingham có liên quan đến bò White Park, theo nghĩa là đàn Chillingham đã đóng góp cho máu của bò White Park, mặc dù không có gen nào theo cách khác. Bò Chillingham có kích c73 nhỏ, có sừng thẳng đứng ở cả con đực lẫn con cái. Bò đực nặng khoảng 300 kg, bò cái khoảng 280 kg. Chúng có màu trắng với tai màu (chúng cũng có thể có một số màu trên chân, mũi và quanh mắt). Trong trường hợp của bò Chillingham, tai màu đỏ - trong hầu hết các động vật White Park, tai có màu đen (có ưu thế về mặt di truyền trên màu đỏ ở bò). Bò Chillingham có cấu tạo nguyên thủy nói chung trong khi bò Công viên Trắng có cấu trúc bò thịt cổ điển của Anh. Một đánh giá ngắn gọn về các nghiên cứu học thuật về bò Chillingham có sẵn.